# Aotus vociferans
Aotus vociferans là một loài động vật có vú trong họ Aotidae, bộ Linh trưởng. Loài này được Spix mô tả năm 1823.

## Hình ảnh

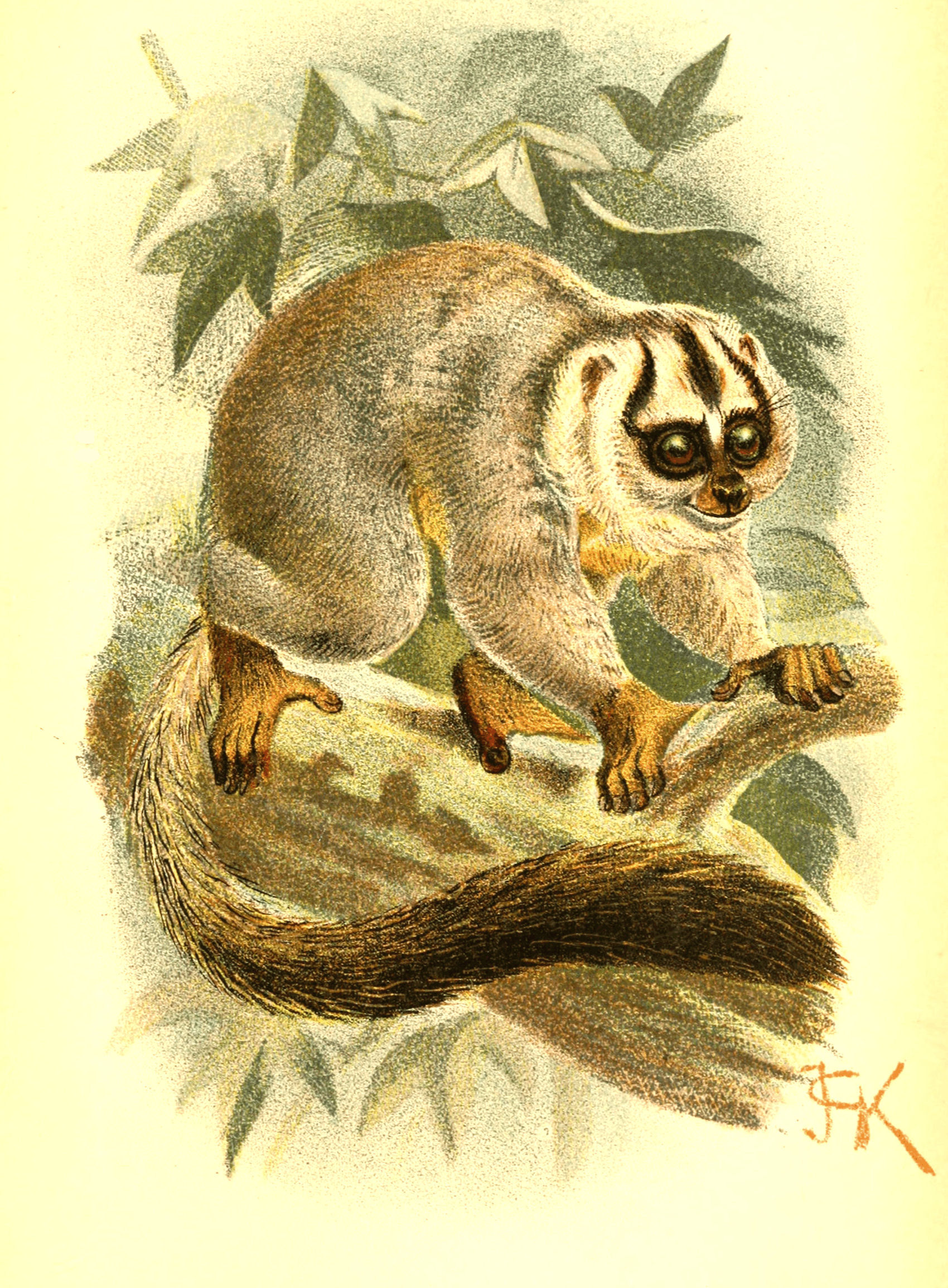